# V Wileńska Drużyna im. Józefa Sułkowskiego
V Drużyna im. Józefa Sułkowskiego – wileńska żeńska drużyna harcerska Gimnazjum im. Elizy Orzeszkowej.
Drużyna powstała w maju 1919 roku przy Gimnazjum Zrzeszenia Nauczycielstwa Polskiego (później im. Elizy Orzeszkowej) i należały do niej dziewczęta z gimnazjum. Pierwotnie jej patronem był Józef Piłsudski. Zmieniono jednak nazwę, gdy zdano sobie sprawę, że patronem nie powinna być osoba żyjąca. Drużynową została Jadwiga Dabulewiczówna. Od 1922 do 1924 drużynę prowadziła Janina Jałowiecka, po niej Janina Hlebowiczówna, a następnie Hanna Zapaśnikówna.
W 1927 roku drużynę objęła i zreorganizowała doświadczona harcerka z Wołynia Wanda Wachnowska, wówczas studentka Uniwersytetu Stefana Batorego w Wilnie. Pod jej kierunkiem drużyna brała coroczny udział w konkursach chórów harcerskich. Za jej czasów obok kursów narciarskich w Wilnie zaczęły się także odbywać samodzielne obozy drużyny, początkowo w 1930 w Mickunach, a potem w 1931 nad Naroczą.
W 1931 roku drużynę objęła Wiera Towstolesówna, a po niej, w 1933 Katarzyna Piotrowiczówna. Od 1933 roku Szafirowa Piątka była reprezentacyjną drużyną Hufca Wileńskiego. Piastowała jego sztandar i brała czynny udział w uroczystościach narodowych.
Drużyna brała udział w licznych imprezach organizowanych przez szkołę i przez chorągiew, jak kiermasze i Święto Wiosny; prowadziła prace społeczne: dziewczęta pomagały w zakładzie dla niewidomych na Antokolu (czytały niewidomym dzieciom, organizowały dla nich gry i zabawy oraz uczyły piosenek); organizowała wieczornice przy Uniwersytecie Robotniczym dla młodzieży pracującej.
Na Zlocie Chorągwi Wileńskiej w Wołokumpii w 1932 roku Szafirowa Piątka nawiązała przyjazne stosunki z męską Błękitną Jedynką Żeglarską, co umożliwiło dziewczętom z Piątki biwakowanie na wyspie Pustelnik jeziora trockiego a później, w 1934 udział w obozie żeglarskim nad jeziorem trockim zorganizowanym przez Błękitną Jedynkę Żeglarską. Obóz ten stał się początkiem zastępu wodniackiego, który przyjął nazwę Załoga, a wyłonił się z Szafirowej Piątki. Składał się ze studentek, początkujących nauczycielek i uczennic wyższych klas. Po kursie w 1934 kilka druhen otrzymało stopień sternika jachtowego żeglugi śródlądowej. Wtedy też drużyna zorganizowała liczne spływy kajakowe i wędrówki, np. Wycieczkę Kajakową (Wilno - Ignalino - Wilno) w 1936; spływy kajakowe na Polesie (Wilno - Pińsk - Słonim - Mosty - Wilno) w lipcu 1937 oraz kurs żeglarski w Trokach-Żodziszkach w 1939. Załogę prowadziła najpierw Wiera Towstolesówna, a po niej, prawdopodobnie od 1936 Stanisława Załużna.
Szafirowa Piątka organizowała nadal obozy; w 1934 roku w Prużanie, w 1936 roku w Wirach. Uczestniczyła w zlotach Chorągwi Wileńskiej ZHP w 1932 i 1937 oraz w Zlocie Jubileuszowym w Spale, gdzie defilowała z pięćdziesięcioma barwnymi palmami wileńskimi wysokości półtora metra, wykonanymi przez jeden z zastępów.
W 1936 Koło Przyjaciół Harcerstwa ufundowało drużynie sztandar. Kiedy w 1937 było już około stu dziewcząt, dokonano podziału na dwie drużyny. Szafirowa Piątka prowadzona przez Katarzynę Piotrowicz, objęła starsze dziewczęta. Młodsze włączono do nowej drużyny, która otrzymała numer XXII i którą prowadziła Bronisława Tubielewiczówna. W 1938 dwa zastępy z Szafirowej Piątki wzięły udział w obozie starszych dziewcząt na Huculszczyźnie, zorganizowanym przez referat starszych dziewcząt Komendy Chorągwi.
Działalność drużyny została opisana w książce o gimnazjum im. Orzeszkowej Była taka szkoła, bazującej na niewydanej pozycji Historia Szafirowej Piątki, opracowanej przez dawne członkinie oraz w książce o harcerkach żeglarkach Pod żaglami Grażyny.